# Joaquín Badía y Andreu
Joaquín Badía y Andreu (Torelló, provincia de Barcelona, 26 de julio de 1843-28 de enero de 1910) fue un empresario y político español, diputado a Cortes durante la Restauración.

## Biografía
Natural del núcleo poblacional de Sant Feliu de Torelló, se trasladó a Vich para cursar Filosofía. También siguió la carrera de Derecho Civil y Canónico y Administrativo y la de Filosofía y Letras en la Universidad de Barcelona. En 1869 tomó en la Universidad Central el grado de doctor en Derecho y ejerció la abogacía en la ciudad condal.
Desempeñó, asimismo, los cargos de juez municipal, fiscal letrado de Hacienda y jefe de negociado en la sección de letrados del Ministerio de Hacienda. Fue elegido en tres ocasiones diputado provincial por el distrito de Vich. Asimismo, fue diputado a Cortes durante la V legislatura de la Restauración.
Aficionado a los estudios venatorios, dirigió el periódico Boletín de caza y pesca, órgano de la asociación establecida en Barcelona y de la que fue presidente. También se encargó de dirigir los números extraordinarios ilustrados que se publicaron con motivo de las fiestas venatorias que bajo su dirección se celebraron por primera vez en España. Con su pluma colaboró también en la Ilustración Venatoria y la Revista del Fomento, de la que fue vicepresidente.
Fue autor de De la caza y su legislación (1879), un tratado sobre la caza, la pesca y el uso de armas con las leyes vigentes en el momento de su publicación y que incluía también los formularios para la solicitud de licencias y los datos y noticias más interesantes sobre la materia.
Murió el 28 de enero de 1910.